# Энгберг, Миа
Миа Энгберг (швед. Mia Engberg; род. 26 сентября, 1970, Стокгольм, Швеция) — шведский кинорежиссер, сценарист и продюсер.

## Биография
Училась в Драматическом институте Стокгольма.

## Фильмография

### Режиссёрские работы
- 1997 — Kött är mord
- 1998 — Parkside Girls
- 1998 — The Stars We Are
- 1999 — Manhood
- 2002 — Selma & Sofie
- 2003 — Bitch & Butch
- 2005 — 165 Hässelby
- 2006 — Come Together — фильм был показан на Стокгольмском международном кинофестивале
- 2007 — Städerskan
- 2009 — Грязные дневники /Dirty Diaries

### Сценарии
- 1998 — The Stars We Are
- 2002 — Selma & Sofie

### Продюсер
- 2008 — Stranden